# Вулиця Господарська (Львів)
Ву́лиця Господа́рська — вулиця у Шевченківському районі міста Львів, місцевість Замарстинів. Пролягає від вулиці Миколи Хвильового до вулиці Льняної. Прилучаються вулиці Тичини і Польна.

## Історія та забудова
Вулиця виникла на початку XX століття у складі села Замарстинів, не пізніше 1923 року отримала сучасну назву. У роки нацистської окупації, з 1943 року по липень 1944 року мала назву Віртшафтсґассе.
Забудована одно-, дво- та триповерховими будинками 1930-х років у стилі конструктивізму.